# هيرشل لين غرير
هيرشل لين غرير (بالإنجليزية: Herschel Lynn Greer)‏ هو شخصية أعمال أمريكي، ولد في 1906 في مقاطعة ديكسون في الولايات المتحدة، وتوفي في 1976.